# Pacifastacus fortis
Pacifastacus fortis är en kräftdjursart som först beskrevs av Faxon 1914.  Pacifastacus fortis ingår i släktet Pacifastacus och familjen kräftor. IUCN kategoriserar arten globalt som akut hotad. Inga underarter finns listade i Catalogue of Life.